# Matadero Municipal de Calella
El Matadero Municipal de Calella es una obra del municipio de Calella (Barcelona) incluida en el Inventario del Patrimonio Arquitectónico de Cataluña.

## Descripción
Construcción coetánea al  mercado municipal y en la biblioteca de la ciudad. A pesar de la sencillez de la construcción hay que hacer notar la forma curva y las aberturas, como una muestra de la influencia del modernismo al estilo novecentista y concretamente en las obras públicas y de servicios. Proyectada por  Jeroni Martorell, arquitecto municipal de la ciudad, ha sufrido varias modificaciones y reformas para incrementar su capacidad.